# 芳山和子
芳山 和子（よしやま かずこ）は、筒井康隆のSF小説『時をかける少女』の主人公。『時をかける少女』の派生作品において、登場人物の1人として登場することもある。

## 原作『時をかける少女』
深町一夫や浅倉吾朗とともに過ごす一般的な中学生であったが、理科の実験室で意識を失って以降タイムリープの力を手にする。
当初、その力は偶発的に発揮されていたが、多くの体験の後に自分の意思で行えるようになっていく。
タイムリープの原因を探るために、芳山和子は意識を失った理科の実験室へタイムリープする。

## 原作以降を描いた続編的な作品

### 連続テレビドラマ『続 タイムトラベラー』 / 小説『続・時をかける少女』
ある人物と再会を果たし、人探しの手伝いをすることとなり、再びタイムリープを行っていく。

### アニメ映画『時をかける少女』
姪の紺野真琴（声：仲里依紗）に、タイムリープについて教えた人物。独身で博物館に勤務している。原作（もしくは2006年より前の映像化作品）の芳山和子と同一人物であるが、原作と全く同じ経験をしているのかは不明。

### 映画『時をかける少女』2010年
薬学者の職に就いていて、ある男性と結婚しており、芳山あかり（演：仲里依紗）という一人娘もいる。
ある弾みで、ある思い出と約束を思い出し、芳山あかりに1972年に行きある人物に会うように告げる。

### 舞台『時をかける少女』
大学で薬学の研究をしている。下垂体腫瘍にかかり、入院・手術を控えている。姪の尾道マナツ（演:木村玲衣）がタイムリープが出来る様になり相談を受けた拍子に、深町一夫に消された記憶を取り戻す。

## 芳山和子を演じた人物
※は、原作以降を描いた続編的な作品。
- 島田淳子
1972年 連続テレビドラマ『タイム・トラベラー』
1972年 連続テレビドラマ『続 タイムトラベラー』※
- 原田知世[4]
1983年 映画『時をかける少女』
- 新井瑞
1983年 映画『時をかける少女』 芳山和子5歳時
- 新井雅
1983年 映画『時をかける少女』 芳山和子3歳時
- 南野陽子
1985年 単発テレビドラマ『時をかける少女』
- 内田有紀
1994年 連続テレビドラマ『時をかける少女』
- 中本奈奈
1997年 映画『時をかける少女』
- 安倍なつみ
2002年 単発テレビドラマ『モーニング娘。新春! LOVEストーリーズ 時をかける少女』
- 原沙知絵
2006年 アニメ映画『時をかける少女』※
- 安田成美
2010年 映画『時をかける少女』※ 2010年の芳山和子
- 石橋杏奈
2010年 映画『時をかける少女』※ 1974年の芳山和子（芳山和子少女期）
- 坂口理恵
2015年 舞台『時をかける少女』※
- 金城あさみ
2015年 舞台『時をかける少女』※回想シーン
- 黒島結菜
2016年 連続テレビドラマ『時をかける少女』（名前が未羽に変更されている）
- 上白石萌歌
2018年 舞台『続・時をかける少女』※
- 山崎紘菜[5]
2020年 映画『海辺の映画館―キネマの玉手箱』の主要人物の一人として登場するが、『時をかける少女』の芳山和子と同一人物かどうかは不明[5]。